# Géographie politique
Ne doit pas être confondu avec Géopolitique.
La géographie politique est l'étude de la relation entre l'espace et le pouvoir, notamment les processus de fabrication des espaces par le pouvoir.
La notion de géographie politique a été formulée pour la première fois, en tant que savoir scientifique, au XIXe siècle, par Friedrich Ratzel (1844-1904), géographe allemand marqué par les recherches du géographe Alexandre de Humboldt (1769-1859), du naturaliste Darwin (1809-1882), du philosophe Hegel (1770-1831) et du Français Elisée Reclus (1830-1905).
Par la suite, elle se développe surtout dans les pays anglo-saxons, et s'intéresse à tous les types de territoires (États, organisations régionales, entités administratives : du local au global) mais aussi aux frontières, ou encore au lien entre les habitants et leur territoire (ou territorialité).

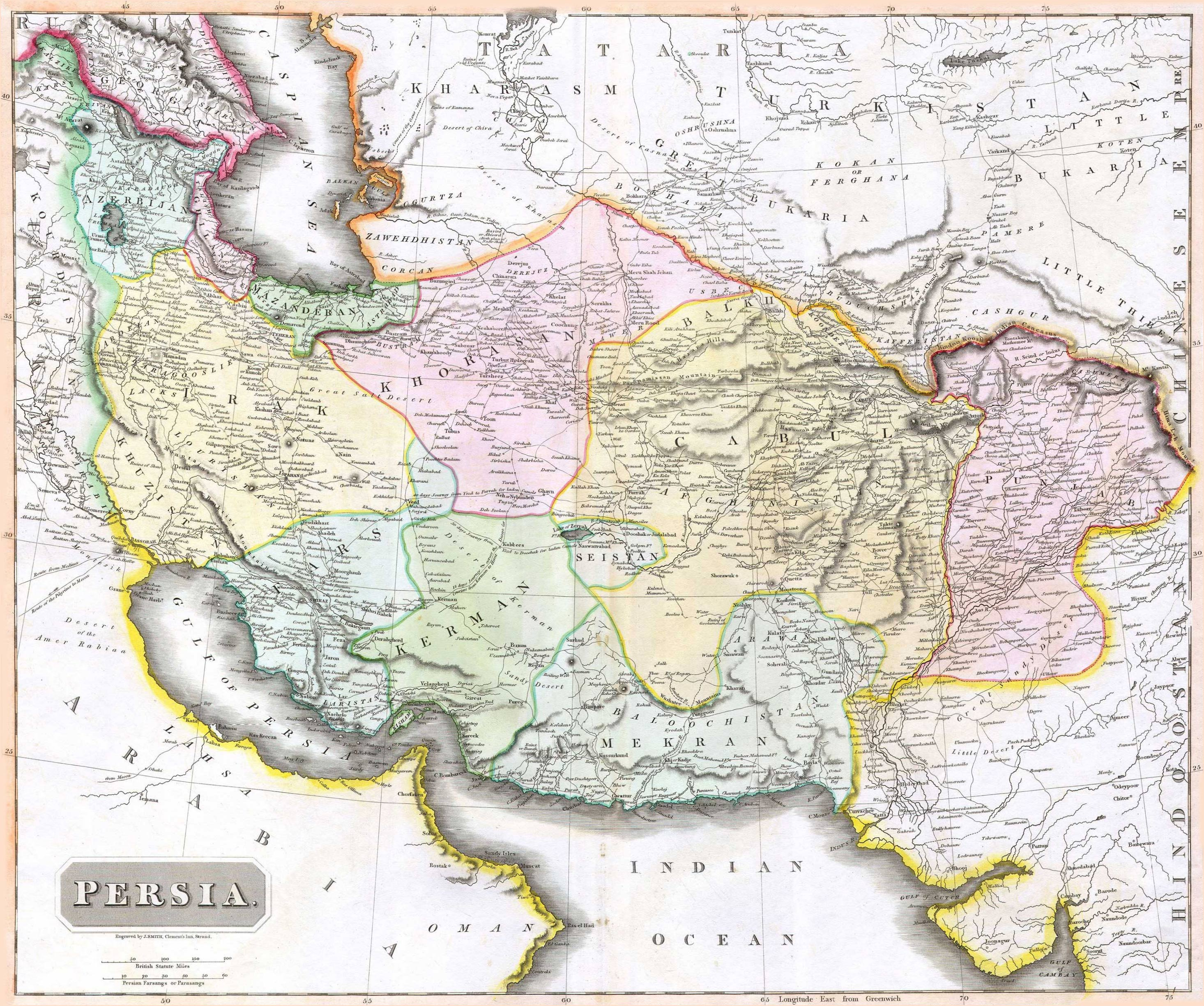
Le « Grand Jeu » mêlant les zones d'influence des grandes puissances européennes, Russie et Empire britannique en tête, avec les puissances régionales du Moyen Orient dont la Perse fut un des grands sujets de la géographie politique du XIX.
Carte de la Perse en 1814 par le géographe anglais Thompson.

## Définition et champ théorique
À la différence de la géographie physique (qui étudie l'espace naturel physique), la géographie humaine étudie les relations entre les sociétés humaines et leurs environnements naturels.
La géographie politique est une sous-discipline parmi d'autres de la géographie humaine. D'ailleurs l'expression « géographie politique » fut au départ employée comme synonyme de l'actuelle expression « géographie humaine » (expression qui n'existait pas à l'époque).

« Contrairement à une opinion répandue, la géographie politique fait bel et bien partie intégrante de la géographie car elle aussi est centrée sur l'espace et en cela elle se différencie de la science politique, cette dernière étant axée sur l'étude des institutions de gouvernement »

Mais la difficulté de définir l'objet et le champ de la géographie politique subsiste encore actuellement et fait l'objet de débats parmi les chercheurs.

« II n'a pas été sans inconvénients pour la géographie politique de s'être développée antérieurement aux autres branches de la géographie. Elle se ressent des tâtonnements par lesquels elle a passé. Privée de l'appui qu'elle aurait trouvé autour d'elle, elle a marché le plus souvent au hasard, sans autre guide que le désir de satisfaire cette curiosité légitime, mais générale, que nous éprouvons pour les contrées et les peuples. »

## Différence entre géographie politique, géopolitique et géostratégie
La distinction entre  géographie politique, géopolitique et géostratégie n’est pas évidente, et est sujette à débat voire à controverse entre les différents auteurs. La géographie politique, apparue au XIXe siècle déjà, a été élaborée par des savants des pays du Nord de l'Europe comme l'allemand Friedrich Ratzel et le suédois Rudolf Kjellén.
Puis quelques dizaines d'années plus tard, la critique de la géographie politique a généré, après la Seconde Guerre mondiale, de nouvelles approches dont la géopolitique, d'abord développée par Karl Haushofer (1869-1946) en Allemagne dans les années 1920, mais aussi Alfred Mahan (1840-1914), Halford John Mackinder (1861-1947) ou Nicholas Spykman (1893-1943).
Stéphane Rosière a proposé une distinction originale entre les deux disciplines, considérant la géographie politique comme « la description et l'étude du cadre politique » (celui-ci étant constitué de territoires, de lignes politiques (préférées au terme de frontières), réseaux, pôles et lieux symboliques) et la géopolitique comme « l'étude de l'espace considéré comme un enjeu » (et impliquant des acteurs, opposés ou alliés). D'autres distinctions ont été proposées et ce champ épistémologique est loin d'être clos. Certains pensent aussi que la géographie politique peut être considérée comme une sous-discipline de la géopolitique.
Plus que la géopolitique, la géographie politique se préoccupe de tous les types de territoires, des maillages, et des subdivisions administratives.
Pour Albert Demangeon, « la géopolitique n'est pas autre chose que la géographie politique appliquée, nécessaire à la formation des hommes d'État et des diplomates ; elle vise « les intérêts, non pas généraux et humains, mais proprement allemands [ … ]. Nous devons constater que la géopolitique allemande renonce délibérément à tout esprit scientifique. Depuis Ratzel, elle n'a pas progressé ; elle a dévié sur le terrain des controverses et des haines nationales ».
Les auteurs de géographie politique ont développé des approches systémiques (par types et classes de phénomènes), alors que ceux de la géopolitique se sont plus souvent concentrés sur des théories mondiales. Ils cherchent souvent (de Mackinder à Huntington) à offrir une grille de lecture du monde, et à influencer les hommes politiques.
Stéphane Rosière constatant à la fois le flou des définitions et leurs proximités propose, s'appuyant sur Raymond Aron, de fixer ainsi  le champ de chacune des disciplines : 
La géographie politique c'est considérer l'espace en tant que cadre : l'espace politique est formé d'une juxtaposition de territoires et la géographie politique peut  être considérée comme la description géographique du cadre politique, à n'importe quelle échelle, ce cadre étant formé de territoires, de lignes et de pôles.
La géopolitique c'est l'espace en tant qu'enjeu : la géopolitique est la description des rivalités dont le territoire est l'enjeu. L'analyse géopolitique inclut la description des dynamiques territoriales, des acteurs géopolitiques, de leurs représentations territoriales et de leurs modes opératoires ainsi que des enjeux qui les motivent.
La géostratégie c'est l'espace en tant que théâtre : le lieu de la confrontation de forces armées. C'est toujours un enjeu, mais  la confrontation entre les acteurs, se développe avec des moyens militaires.

## Les origines de la géographie politique
La géographie politique trouve ses fondements dans les réflexions des relations entre le sol et l'État.
"Avant Ratzel, l'étude de la géographie politique n'avait jamais formé une discipline systématique. Elle avait souvent retenu l'attention de quelques grands esprits, curieux d'expliquer les États, ces grands faits de l'histoire. À la fin du XVIe siècle, Jean Bodin avait déjà recherché les liens qui unissent l'État à la terre qui le supporte ; selon lui, les conditions naturelles exercent une influence puissante sur les modes de vie et sur la mentalité des peuples et, par suite, sur leurs formations politiques".
À sa suite, les philosophes des Lumières (XVIIIe siècle), tel le Comte de Montesquieu par exemple, ont poussé plus en avant cette théorie. Les institutions reposent sur la géographie, l'Histoire, l'économie et le climat :  la différence des besoins sous les différentes latitudes a amené la différence des modes de vie, et celle-ci, la différence des lois.
Avec le XIXe siècle apparaissent plusieurs évolutions scientifiques, à la fois dans les techniques et les courants de pensées. La géographie n'échappe pas à ces avancées, notamment avec les travaux d'Alexander von Humboldt. Naturaliste, géographe et explorateur, il est un des premiers à être à la fois un intellectuel qui, à la suite des Lumières, s'intéresse à tous les domaines et un scientifique spécialisé dans certains domaines particuliers. Son œuvre est caractérisée par une démarche scientifique originale, qui repose sur des mesures précises des phénomènes, une mise en rapport des domaines les uns avec les autres, l'observation des sociétés humaines, mais surtout une grande partie d'autoréflexion permanente sur la pratique scientifique.
D'autres grands penseurs ont influencé les courants de pensée du XIXe siècle qui ont mené à la création de la géographie politique. Parmi ceux-ci, le philosophe allemand Georg Wilhelm Friedrich Hegel (1770-1831), notamment par ses apports théoriques et conceptuels (la phénoménologie de l'esprit, la dialectique, le "sens commun"...).
C'est également le cas avec Charles Darwin (1809-1882), un naturaliste anglais, dont les travaux portaient essentiellement  sur l'évolution des espèces vivantes, qui de façon théorique, unifiée et logique, explique la diversité de la vie.

### Friedrich Ratzel(1844-1904)
Friedrich Ratzel est un pharmacien, zoologiste puis géographe allemand du XIXe siècle. Ayant commencé par voyager et publier des comptes-rendus de voyages, il enseigne ensuite la géographie à l'université de Leipzig.
C'est à cette période qu'il rédige son œuvre majeure, l'Anthropogéographie (ouvrage en deux volumes en 1882 et 1891), qui constitue la toute première géographie humaine.
L'apport de Ratzel a la géographie politique est majeur.  "Il cherche à grouper des faits et à dégager des lois, afin de mettre à la disposition de la géographie politique un fond d'idées sur lequel elle puisse vivre."

#### L'Anthropogéographie
Dans ce travail, Ratzel établit une distinction entre les peuples primitifs, ou Naturvölker, et les peuples plus évolués, ou Kulturvölker. Il soulignait que ces derniers possèdent en propre une forme d’organisation essentielle : l’État.
Son approche révolutionne la géographie, car il relie l'Homme et la Terre par une vision systématique, avec l'idée que l'objectif de la géographie consiste à mettre en rapport la diversité des sociétés humaines pour lui faire correspondre une diversité égale de milieux naturels.
Dans cette optique, l'emploi du mot géographie s'applique aux caractéristiques physiques. De ce point de vue, les facteurs géographiques sont donc exclusivement les conditions naturelles mais Ratzel qui éprouve la nécessité de créer un nouveau terme pour qualifier sa spécialité - il parle d'anthropogéographie - dépasse l'ancienne acception du concept dans ses travaux.

#### Politische Geographie
Ratzel a donc poursuivi son travail taxinomique en publiant, en 1897, la Politische Geographie (géographie politique) qui fonde cette discipline.

« Sous le titre de Géographie politique, une nouvelle publication, dans laquelle l'auteur cherche, par une application spéciale à l'étude des États, à concentrer, à préciser sa doctrine »

— Paul Vidal de la Blache, La Géographie politique, à propos des écrits de M. Frédéric Ratzel. In: Annales de Géographie. 1898, t. 7, n°32. p. 97
Pour Ratzel, la géographie politique est « la géographie des États, du commerce et de la guerre ».
Pour la guerre, Ratzel analyse l'évolution entre le simple anéantissement de l'ennemi par les peuples "primitifs", puis la prise de conscience de l'exploitation du sol qui devient une "lutte pour le sol". À partir de ce moment la conduite d'une armée devient géographique car elle doit suivre la topologie et les frontières naturelles (montagnes, fleuves...).
Le commerce également est très lié à la guerre pour Ratzel : l'attractivité commerciale est encore une forme de l'"expansion humaine", du "mouvement historique".

### Elisée Reclus(1830-1905)
Oublié par une majeure partie des géographes français, Elisée Reclus peut, cependant, être considéré comme le précurseur de la géographie historique, de la géographie, de la géopolitique et de l'écologie, ainsi qu'il est démontré dans la revue Hérodote (juillet-septembre 1981). Ses prises de position politiques en faveur de l'anarchie, ses démélés avec l'université de Bruxelles où il fut nommé professeur avant de devoir affronter l'opposition de professeurs choqués par son athéisme militant, la fondation à Bruxelles de l'Université libre de Bruxelles et ses nombreux articles ainsi que l'édition des dix-neuf volumes de sa Géographie Universelle et des six volumes de l'Homme et la Terre ont laissé, ainsi que ses innombrables articles, une somme toujours utile que l'on peut consulter avec fruit.

### Paul Vidal de la Blache(1845-1918)
Influencé par la pensée allemande, en particulier par Friedrich Ratzel qu'il a rencontré en Allemagne, Vidal est à l'origine du terme de possibilisme qu'il n'a certes jamais prononcé mais qui résume de manière commode son opposition au déterminisme de la nature défendue par certains géographes du XIXe siècle.
Son approche est souvent qualifiée "d'idiographique" car découlant d'une observation, sans doute magistrale mais unique, cette approche empêche une évolution "nomothétique" de la discipline qui serait le fruit d'une expérimentation permettant de dégager des lois ou des démonstrations scientifiques.
Il a notamment publié en 1910 un article visionnaire sur « les Régions françaises », et a proposé un découpage de la France en régions organisées par une métropole. Les réalités économiques du monde moderne, avec la concurrence mondiale et le rétrécissement de la Terre imputables à une circulation accélérée, lui font pressentir que des modes d’organisation moins centralisés et moins étatiques doivent être promus.

## Épistémologie, débats et grandes questions
Après la disparition de Vidal de la Blache, la géographie politique fut accaparée par certains chercheurs de langue allemande qui créèrent la geopolitik, qui fut souvent confondue avec la géographie politique, dans une utilisation pseudo-scientifique devant servir les intérêts allemands (pan-germanisme), lui faisant perdre pratiquement toute légitimité.
"Pourtant depuis cette date (N.B. 1945) la géographie politique connaît une évolution un renouveau et une ampleur insoupçonnés. [..] Après avoir pris naissance en Allemagne elle trouve aujourd'hui sa plus grande expansion chez les écoles anglo-saxonnes si bien qu'on a pu dire parfois que la géographie politique contemporaine était un domaine monopolisé par les géographes de langue anglaise. Cette situation s'explique essentiellement par les conséquences et les traumatismes laissés par la geopolitik allemande en Europe".
Elle s'intéresse désormais à tous les types de territoires (États, organisations régionales, entités administratives; du local au global) mais aussi aux frontières, ou aux habitants. "Le lien entre les habitants et leur territoire (ou territorialité) est une dimension nouvelle de cette discipline plus que centenaire.

### Jean Gottmann(1915-1994)
Géographe français né en Ukraine, il a d'abord étudié à la Sorbonne, puis devient membre de l'Institute for Advances Studies de l'Université de Princeton, avant d'aller occuper le siège de Directeur de l'École de Géographie de l'Université d'Oxford. Son œuvre porte principalement sur les nouvelles formes d'urbanisation (on lui doit notamment le terme Megalopolis), mais il a aussi beaucoup travaillé en géographie politique et en géographie régionale.
Pour lui la politique des États et la géographie peuvent témoigner d’une pensée parmi les plus originales de la géographie moderne, en démontrant que la vie des peuples est, en grande partie, fonction de la configuration de l’espace qu’ils occupent.
En 1952, il publie "La politique des États et leur géographie". Écrit aux lendemains de la Seconde Guerre mondiale, le texte expose une interprétation d’une étonnante actualité pour saisir un monde en pleine recomposition. Et surtout, il propose un appareil conceptuel pour lire le monde qui fait souvent défaut à la géographie politique.
Gottmann propose une lecture de l’espace géographique selon une dialectique entre le mouvement de cloisonnement du monde et celui de la circulation. Le monde est pour lui composé d'unités différenciées - ce qu'il appelle "le cloisonnement du monde" - qui relève de l’ordre du donné. La recherche de la stabilité pour organiser politiquement ces espaces se combine avec le principe de la circulation, fluidité qui affecte aussi bien l’organisation interne des États que leurs limites dans l’histoire.
La situation de ces espaces - J. Gottmann reprend le terme ratzélien de position – se comprend alors comme la résultante des multiples mouvements qui traversent le monde et du type de limites qui le cloisonnent. Il ébauche alors une théorie de l’émergence des unités politiques (ce qu’il appelle régionalisme) fondée sur la relation entre la circulation, comme facteur de changement spatial, et l’iconographie comme système de résistance à la circulation.

### Yves Lacoste(1929)
Né au Maroc en 1929, Yves Lacoste se spécialise ; en 1976, il crée la revue Hérodote, "revue de géographie et de géopolitique".
La même année paraît un livre qui fait sensation au sein de la géographie française : La géographie, ça sert, d'abord, à faire la guerre (Éditions Maspero). 
Ce livre, qui a eu beaucoup d'échos au sein des milieux universitaires, a contribué à la refondation épistémologique de la géographie, comme science s'intéressant au politique, mais son auteur ne prétendait pas faire œuvre de géographie politique.
Il y distingue trois géographies : la géographie scolaire et universitaire, la géographie « spectacle » et la géographie comme « instrument de pouvoir », les deux premières dissimulant la dernière.
Le grand mérite de cet ouvrage fut en premier lieu d'avoir encouragé les géographes à s'intéresser aux problèmes épistémologiques de leur discipline ainsi que de relancer une « géographie active » qui s'engage dans l'organisation de l'espace.
Il ajoute à la géographie les concepts de territorialité  et représentation (idées, perceptions, imaginaires collectifs).
Pour lui, la géopolitique n'est pas uniquement un « produit » de la géographie et on ne peut privilégier les seuls facteurs géographiques en dehors du contexte politique. La géopolitique recherche les intentions collectives, et permet la mise en évidence de rapports de force.

### Paul Claval(1932)
Géographe français né en 1932, Paul Claval est professeur à l'Université Paris IV-Sorbonne, et un des premiers géographes  à mener dans les années 1960 une épistémologie de la science géographique.
Il a notamment publié quelques ouvrages remarqués en géographie culturelle et en géographie politique, comme "Espace et pouvoir" (1978), "Géographie historique des villes d’Europe occidentale" (1981), ou encore "Épistémologie de la géographie" (2001).
Ouvert aux courants nouveaux (modélisation et géographie quantitative) qui viennent des pays anglo-saxons, il est le premier représentant en France de la nouvelle géographie (La Nouvelle Géographie, 1977).
Enfin, il publie "Les espaces de la politique", dans lequel il synthétise 30 années de réflexion renouvelant la géographie politique. Il y présente les processus avec lesquels le pouvoir mobilise la force et la menace qu'elle fait peser, en se reposant sur la légitimité ou s'appuie sur la domination économique et l'influence idéologique. Ainsi, les jeux du pouvoir, d'abord diffus, se sont concentrés dans un système politique qui coiffe, contrôle et dirige la société civile. C'est à partir de la Renaissance que l'État souverain s'est structuré en s'appuyant sur le territoire, sur la frontière et sur la capitale. 
Aujourd'hui, le monde est remodelé par la mondialisation de l'économie, la facilité accrue des déplacements et des communications, et le désir de pacifier la vie internationale. L'État national perd ses prérogatives, les instances de décision se multiplient, et les citoyens pèsent davantage sur la politique intérieure et étrangère : la gouvernance.

### Claude Raffestin(1936)
Claude Raffestin est un géographe français né à Paris en 1936. Professeur de géographie humaine à l'Université de Genève, il a aussi été directeur du département de Géographie et du Centre Universitaire d'Écologie humaine.
Il a contribué à l'avancée des sciences humaines en décloisonnant les disciplines et est considéré comme l'un des acteurs importants de la "nouvelle géographie", qu'il abandonna rapidement par la suite sans nier l'apport essentiel en termes de scientificité (légitimation de la démarche hypothético-deductive) dont cette tentative a pu être porteuse.
Il s'est intéressé notamment à la géographie du pouvoir, en particulier à travers les rapports de territorialité, à partir desquels il a forgé une théorie géographique pertinente de la réalité sociale, susceptible d'offrir de nouvelles prises aux populations, vis-à-vis des enjeux de pouvoir qui les traversent.
Il insiste aussi de façon récurrente sur la distinction paradigmatique à opérer, dans la recherche en géographie, entre une géographie du pouvoir d'inspiration foucaldienne et deleuzienne qu'il défend, et une géopolitique historiquement trop marquée et rattachée à une compréhension du pouvoir centré sur l'État.

### Saskia Sassen(1949)
Sociologue et économiste américaine (mais née aux Pays-Bas), elle se spécialise en sociologie urbaine à l'Université de Chicago. Son apport à la géographie politique s'est fait surtout par son approche originale de la problématique de la mondialisation, à travers ce qu'elle appelle la Ville mondiale (Global Citiy).
Elle est connue pour ses analyses sur la globalisation et sur les migrations internationales.

### Jacques Lévy(1952)
Jacques Lévy est un géographe français, qui a notamment enseigné à l'Université de Reims, à l'Institut des hautes études d’aménagement et de développement du territoire, à l'Institut d'études politique de Paris, puis à l'École Polytechnique Fédérale de Lausanne (CH).
Depuis 1975, il est cofondateur et coordinateur de la rédaction de la revue Espaces-Temps.
En 1991, il publie "Géographies du politique", puis en 1994 "L'Espace légitime", en 2001 "From Geopolitics to Global Politics", mais surtout en 2003 "Dictionnaire de la géographie et de l'espace des sociétés", codirigé avec Michel Lussault.
Depuis octobre 2004 il est professeur ordinaire de géographie et d’aménagement de l’espace à l’École polytechnique fédérale de Lausanne (EPFL). Il est aussi directeur du laboratoire Chôros.
Spécialiste de géographie politique, il s'est avant tout intéressé à la géographie "du" politique. Il a « mené de nombreuses missions de recherche sur l'urbanité dans des villes du Nord et du Sud, et il participe activement au débat sur les villes, l'aménagement du territoire, les relations entre espace et politique, l'Europe et la mondialisation ».

### Brenda Yeoh(1963)
Brenda Yeoh est une géographe singapourienne. Elle travaille dans le domaine de la géographie sociale. Ses travaux de recherche portent sur les migrations, le genre et la politique de l'espace dans les villes coloniales et postcoloniales.
Ses projets de recherche portent sur la migration transnationale en Asie du Sud-Est et la santé des enfants laissés pour compte, les travailleurs sociaux transnationaux, les politiques étatiques et les dynamiques de genre dans les sociétés vieillissantes (par une étude comparative de Singapour et du Japon) ainsi que les « Study Mothers », l'éducation des enfants et les stratégies familiales transnationales.
Brenda Yeoh analyse également comment la mobilité limitée lors de la période de la pandémie du Covid-19 en Asie a aggravé la précarité des travailleurs migrants de passage et a révélé la non-durabilité des migrations temporaires pour les États-nations.
Elle reçoit le prix Vautrin-Lud en 2021 pour ses travaux.

### Revues et magazines
- Cybergéo, Revue européenne de Géographie
- Hérodote, Revue de géographie et de géopolitique
- L'Espace politique
- Diploweb
- Géoconfluences, voir les résultats pour la requête « Géographie politique »